# Ed Roth
Ed Roth "Big Daddy" (Beverly Hills, 4 marzo 1932 – Manti, 4 aprile 2001) è stato un artista e animatore statunitense. Ha creato il personaggio di Rat Fink, insieme ad altri personaggi estremi, divenuto una icona della cultura legata alle Hot rod. Come costruttore di vetture personalizzate Roth fu una delle figure chiave della Kustom Kulture della California Meridionale degli anni '60. Roth è cresciuto a Bell, California e ha frequentato la locale high school le cui classi comprendevano arte e auto shop.

## Carriera

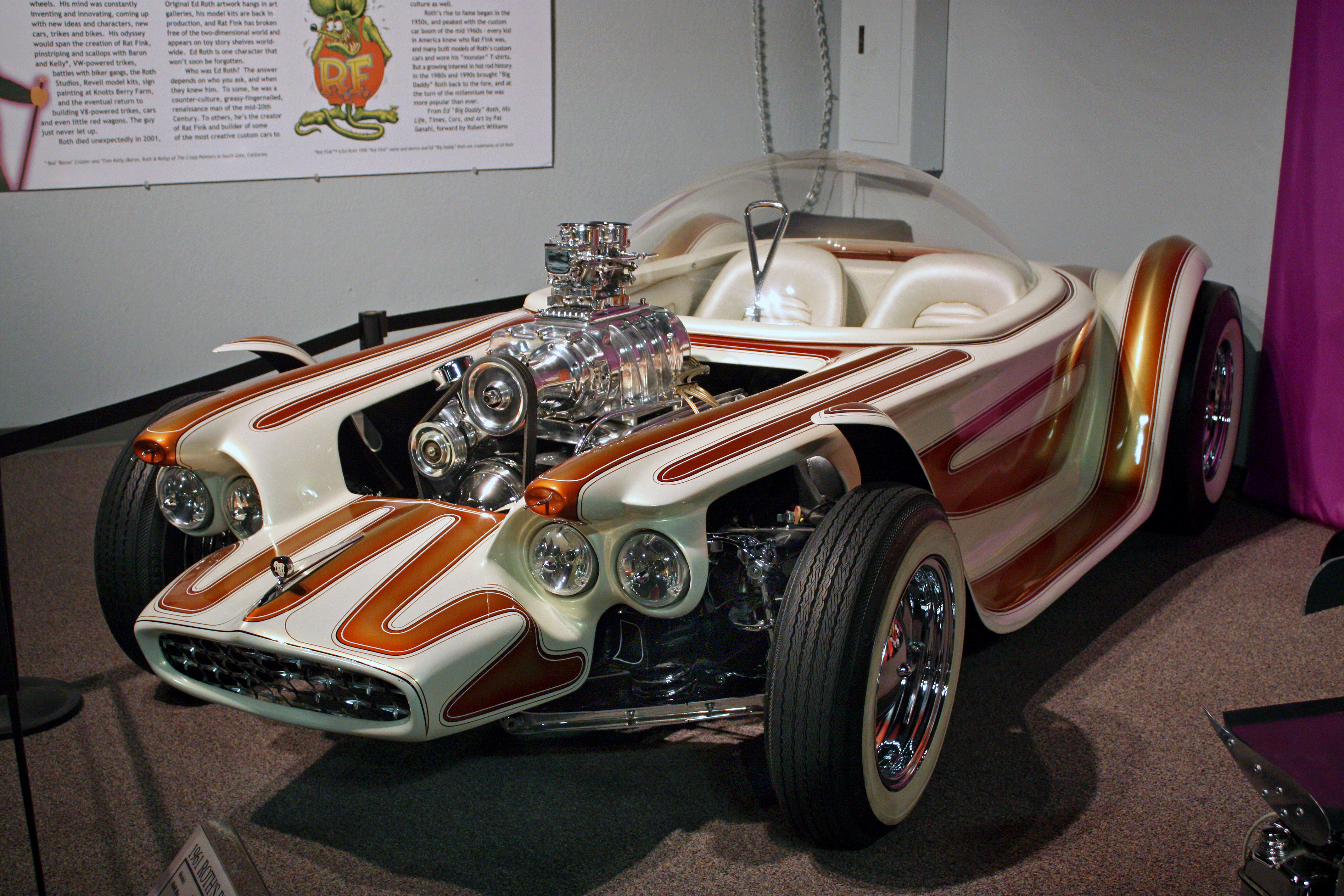
La Beatnik Bandit 1961.

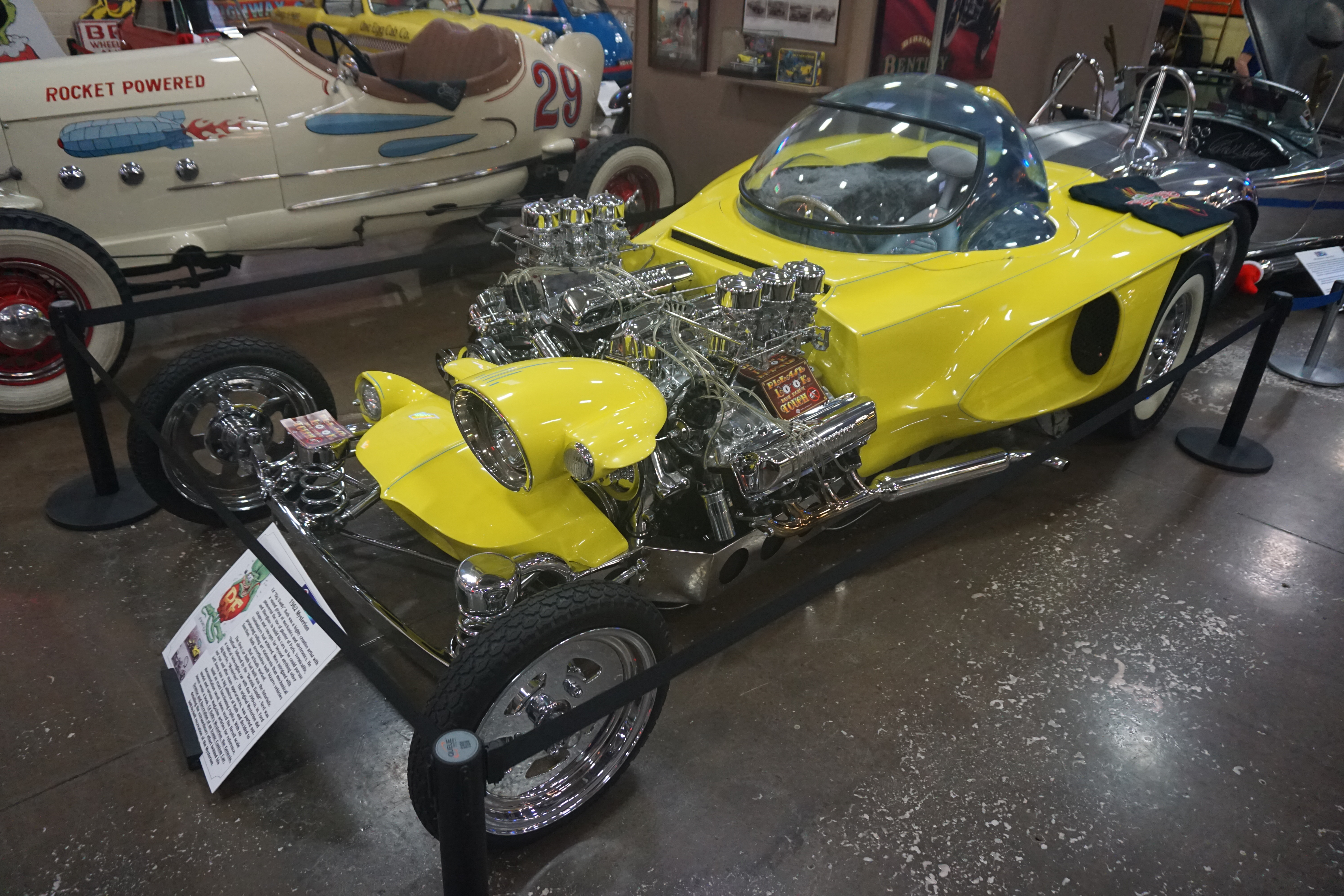
Mysterion 1962

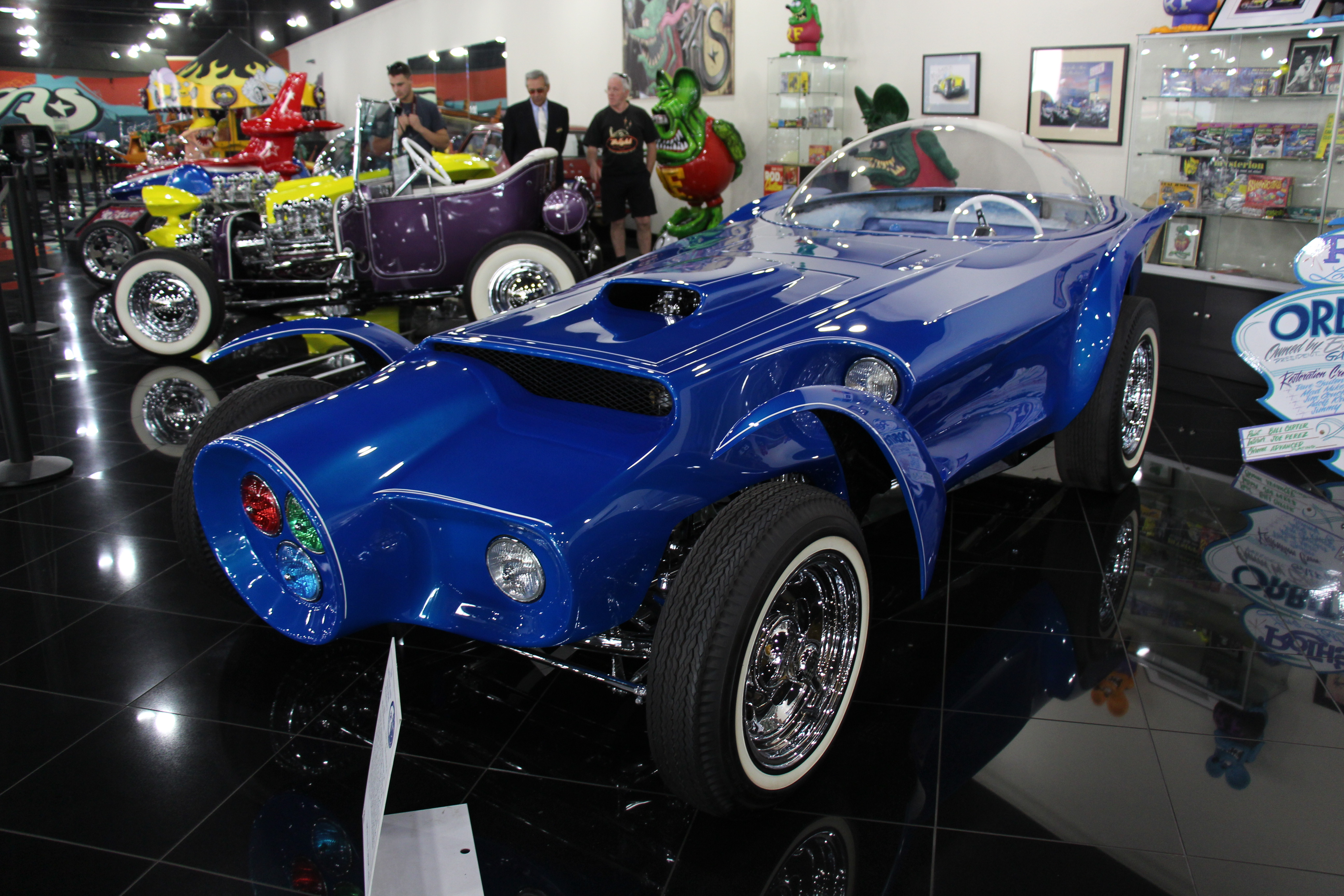
Orbitron 1964.

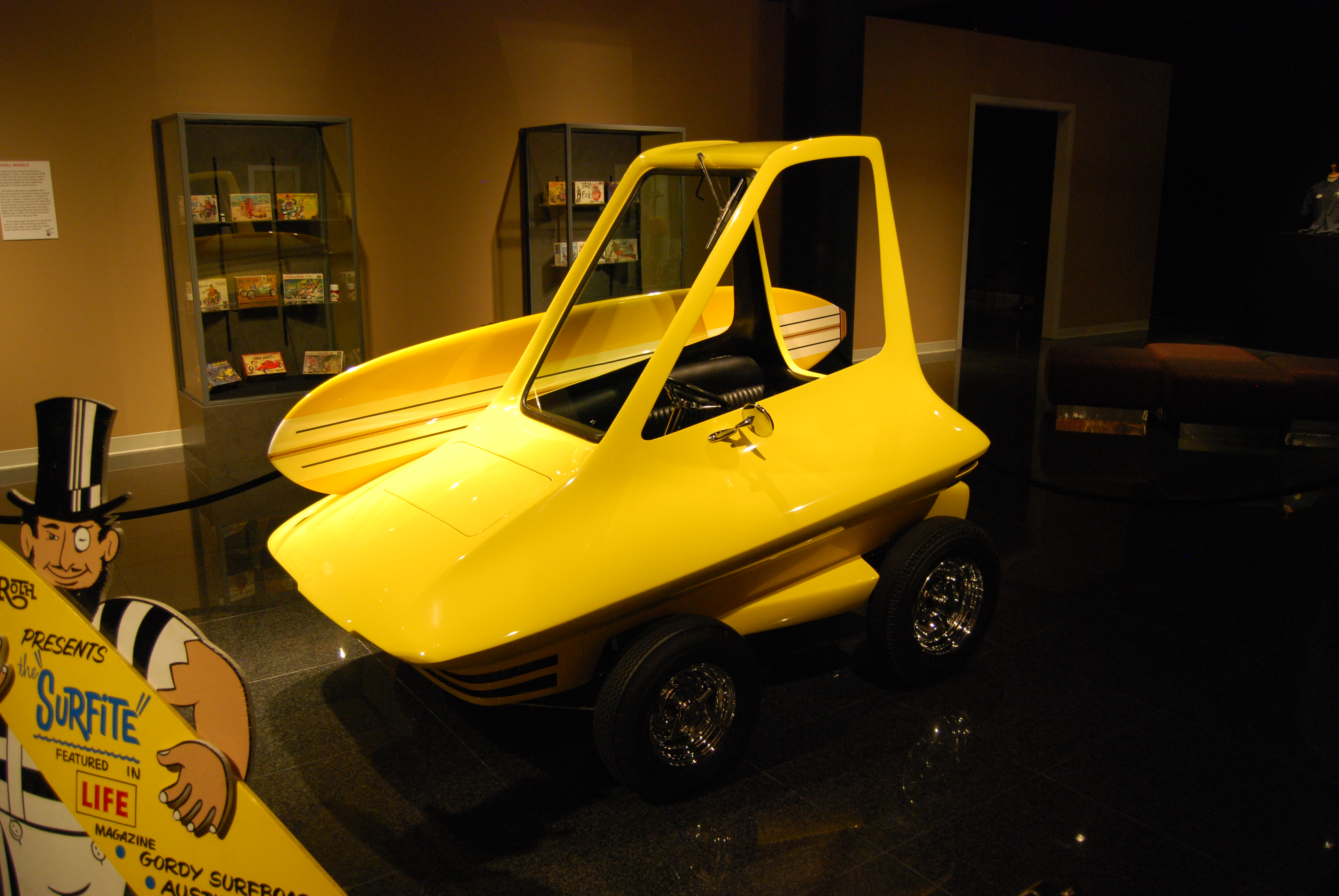
Surfite 1964.

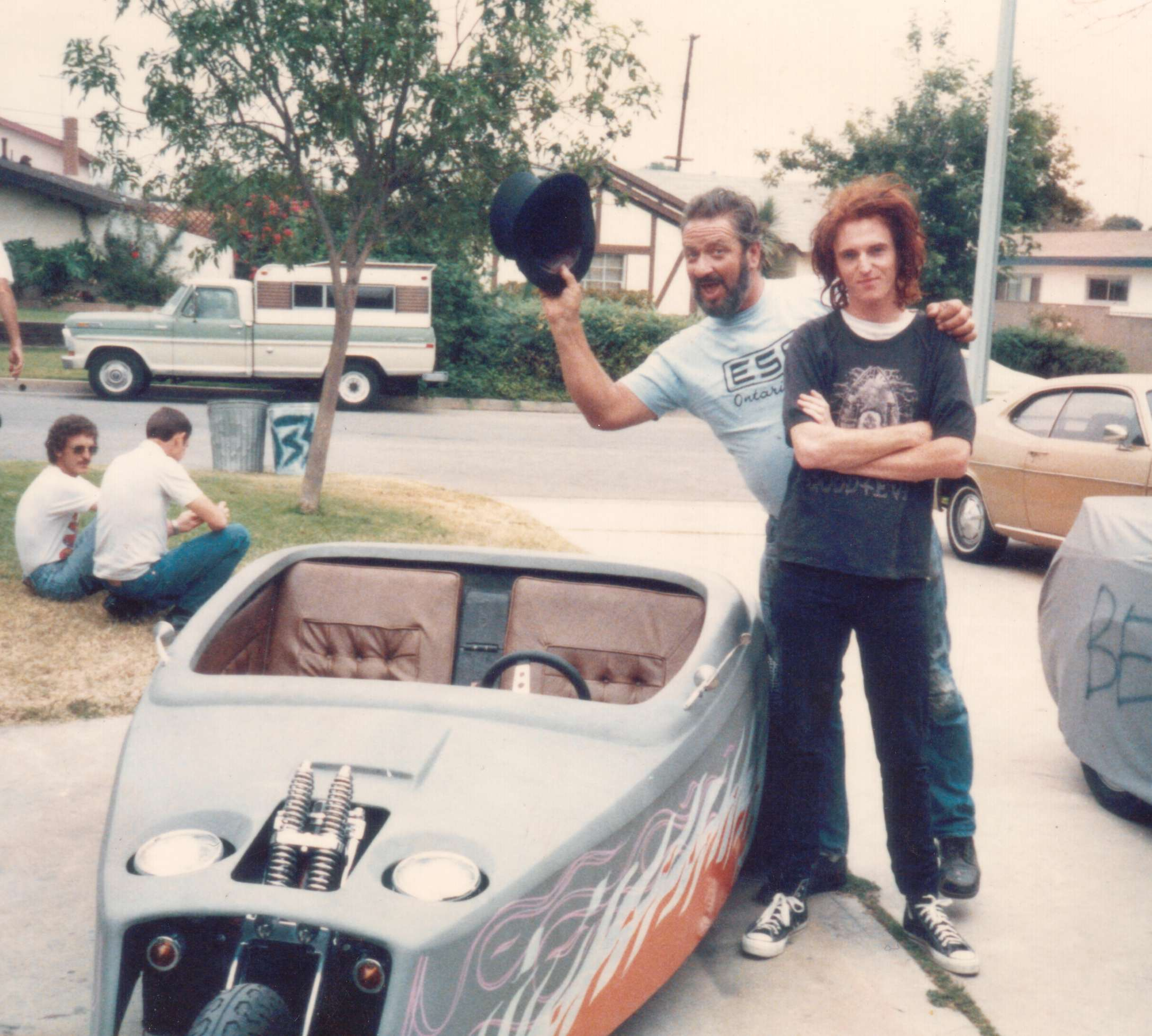
Trike Globe Hopper 1987.

Roth è molto conosciuto per le caricature grottesche che realizzava. L'esempio migliore è costituito da Rat Fink che descriveva una mostruosità creativa e fuori dagli schemi che di solito era alla guida di rappresentazioni delle hot rod che costruivano lui ed i suoi contemporanei. Roth iniziò aerografando e vendendo ai Car Show delle T-shirt Weirdo alla fine degli anni '50 insieme ai pionieri della Kustom Kulture quali Dean Jeffries e Pete Millar e divenendo velocemente uno dei precursori del movimento.
Dall'agosto del 1959 un numero di Car Craft della maglietta Weirdo divenne un successo clamoroso. Stanley Miller, nativo di Detroit, conosciuto anche come "Stanley Mouse", ed i meno conosciuti Rendina Studios lo seguirono subito ma Roth è stato certamente la persona che ha reso popolare la forma d'arte Monster in Hot Rods.
Roth è stato anche conosciuto per il suo lavoro innovativo portando l'hot rod dalla sua base di rozzo retroterra ingegneristico, nel quale le prestazioni erano l'obiettivo principale, ad essere una forma d'arte nella quale la parte estetica era ugualmente importante delle prestazioni realizzando un nuovo terreno con le sue carrozzerie in vetroresina. Queste creazioni comprendono tra le altre le vetture The Outlaw (1959), The Beatnik Bandit (1961), The Mysterion (1963), The Orbitron (1964) e la The Road Agent (1965).
La Revell, una società che produceva modelli in plastica, ha realizzato tra il 1962 e il 1965 dei modelli dei mostri di Roth tra i quali Rat Fink, Mr. Gasser, Drag Nut, Mother's Worry e altre strane creature di Roth. E la Revell ha continuato a ripresentare i modelli dei mostri e delle vetture di Roth. Nel 1968 la Mattel introdusse tra le prime 16 Hot Wheels prodotte la Beatnik Bandit di Roth, un'auto speciale creata nel 1961 dallo stesso Ed Roth, quale progetto originale per la rivista Rod & Custom.
Tra i diversi artisti che vengono associati a Roth ci sono il pittore Robert Williams e il creatore del fumetto di Rat Fink R.K. Sloane, Steve Fiorilla che ha illustrato alcuni cataloghi di Roth e Ed Newton che ha progettato diverse vetture di Roth oltre alla grafica di diverse magliette.
Roth è rimasto attivo per tutta la sua vita nel campo dell'arte della controcultura e dell'hot rodding. Al momento della sua morte nel 2001 stava lavorando ad un progetto per una hot rod che comprendeva una vettura compatta come base di partenza per una modifica radicale che rendeva predominante lo stile tuner legato alle prestazioni. In questi ultimi anni il numero di telefono di Roth era pubblicato nell'elenco ed egli incoraggiava gli appassionati a contattarlo e si dimostrò sempre generoso condividendo con loro il suo tempo e il suo entusiasmo.
Una vettura personalizzata da Roth era stata considerata perduta per molti anni ma è stata ritrovata ed è divenuta il soggetto di molti articoli durante l'estate del 2008. Questa vettura era la Orbitron che prodotta nel 1964 è stata ritrovata in Messico nel 2007. La vettura era in condizioni fatiscenti e non funzionante in quanto era stata parcheggiata di fronte ad una libreria per adulti di Ciudad Juárez per parecchio tempo. Il proprietario era il gestore della libreria. La vettura è stata acquistata da Michael Lightbourn, un restauratore d'auto statunitense che aveva molti affari in Messico e che ha riportato negli USA la vettura. La Orbitron è stata riportata alle sue condizioni iniziali da Beau Boeckmann

## Mr. Gasser & the Weirdos
Mr. Gasser & the Weirdos era un gruppo degli anni '60 con a capo lo stesso Roth che si era autodefinito Mr. Gasser. Formato all'inizio degli anni '60 pubblicarono alcuni bizzarri album di surf rock il più importante dei quali era quello del 1963 dal titolo Hot Rod Hootenanny. La One Way Records ha ripubblicato un set con 2 CD (S22-18319) che contengono i tre album e gli artwork originali.

## Vita privata
Ed Roth si è sposato quattro volte. La sua quarta moglie, Ilene, vive a Manti, Utah, luogo nel quale Roth ha passato gli ultimi anni della sua vita. Roth si unì alla Chiesa di Gesù Cristo dei santi degli ultimi giorni (Mormoni) nel 1974.
Dall'anno della sua morte si tiene a Manti un incontro annuale, il Big Daddy Roth Open House, quale anniversario della sua morte. Il museo che Ilene Roth ha creato in onore di suo marito possiede tra la sua collezione i lavori di Ed e altra memorabilia. Il museo è aperto al pubblico durante l'Open House e, su appuntamento, durante tutto il resto dell'anno.